# Onsernone
Onsernone is een gemeente in het Zwitserse kanton Ticino en maakt deel uit van het district Locarno.

## Geschiedenis
De gemeente werd in 1995 gevormd door de fusie van de toenmalige gemeenten Comologno, Crana en Russo.
Op 10 april 2016 werden de gemeente uitgebreid met de op die dag opgeheven gemeenten Gresso, Mosogno, Vergeletto en de in 2001, door de fusie van Auressio, Berzona en  Loco, gevormde gemeente Isorno.